# هيلينا ولس
هيلينا ولس (بالإنجليزية: Helena Wells)‏ (1761، تشارلستون في الولايات المتحدة - 1824)؛ كاتِبة وروائية أمريكية.